# Karen Cliche
Karen Cliche (Sept-Îles, Quebec, 22 de Julho de 1976) é uma atriz  canadense. Ela é melhor conhecida por suas participações em várias séries televisivas, como Vampire High, Adventure Inc., Mutant X, Young Blades e Flash Gordon.

## Filmografia

### Televisão
- Flash Gordon (2007) - Baylin
- The Business (TV series) (2006) - Scarlet Saint-James [1]
- Runaway (2006) - Erin Baxter
- Young Blades - Jacqueline Roget/Jacques LePonte
- Mutant X (2003-2004) - Lexa Pierce
- Adventure Inc. (2002-2003) - Mackenzie Previn
- MTV's Undressed (2002) - Marissa
- Big Wolf on Campus - (1999, 2002) Princess Tristan Kim
- Galidor: Defenders of the Outer Dimension (2002) - Lind
- Summer (2002) - Stefanie LeDuc
- Protection (2001) - Savannah
- Heist (2001/I) (não - creditada) - Alex aka Vol, Le (Canada: French title)
- Stiletto Dance (2001) - Tamara
- All Souls (2001) - Gabby Maine
- Largo Winch: The Heir (2001) - Danielle Dessaultels
- Vampire High (2001) - Essie Rachimova
- Wrong Number (2001) - Karla Mackay
- Dorian (2001) - Christine
- Tunnel (2000) - Woman on Train
- Race Against Time (2000) - Irina, Lifecorps Receptionist
- The Collectors (1999) - Kate
- Dr. Jekyll & Mr. Hyde (1999) - Muriel
- Misguided Angels (1999) - Marsha

### Filmes de TV
- The Two Mr. Kissels (2008) - Pris
- Flirting with Danger (2006) - Ellen Antonelli
- I Do (But I Don't) (Lifetime Network 2004) - Darla Tedanski

### Filmes
- Saw VI (2009) - Shelby
- Riders (2002) - Alex
- Steal (2002) - Alex